# 埃克森 (德国)
埃克森（德語：Eixen）是德国梅克伦堡-前波美拉尼亚州的市镇，隶属于前波美拉尼亚-吕根县，总面积为55.98平方千米，截至2020年总人口为766人。